# Chen Jianghong

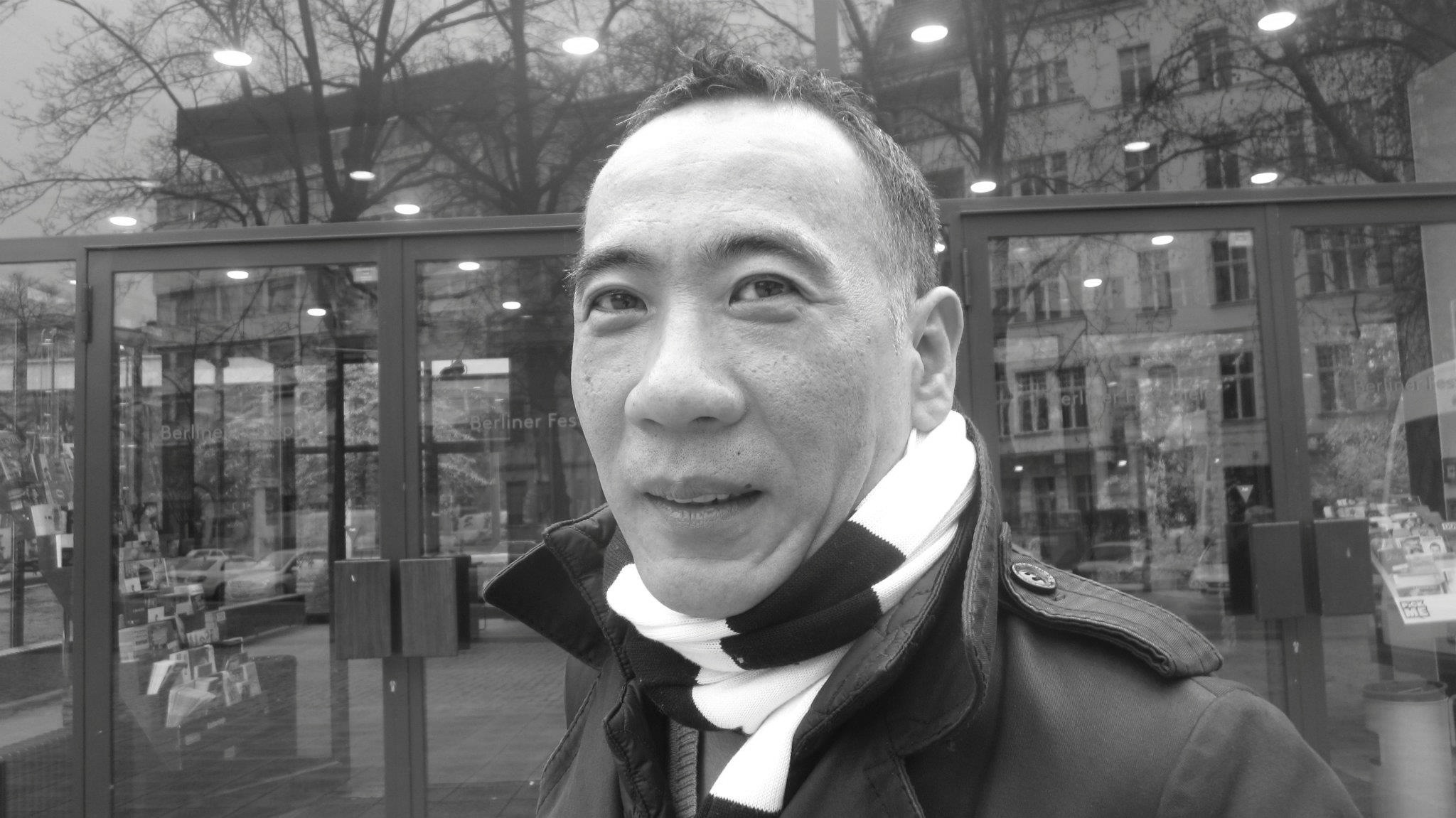
Chen Jianghong im April 2012 vor dem Haus der Berliner Festspiele in Berlin

Chen Jianghong (chinesisch 陈江洪, Pinyin Chén Jiānghóng; Vorname Jianghong, Nachname Chen, * 1963 in Tianjin, Volksrepublik China) ist ein chinesisch-französischer Maler, Autor und Illustrator. Als Autor und Illustrator wirkte er an 33 Bilderbüchern mit, von denen sieben in deutschsprachiger Übersetzung erschienen sind. Zu seinen bekanntesten Büchern zählen Le cheval magique de Han Gan (2004; dt. Han Gan und das Wunderpferd, 2009) und Mao et moi (2008; dt. An Großvaters Hand – Meine Kindheit in China, 2009). Für seine Bücher wurde Chen mit wichtigen internationalen Preisen im Bereich der Kinder- und Jugendliteratur ausgezeichnet, darunter dem Prix Sorcières (2004) und dem Deutschen Jugendliteraturpreis (2005). In der Presse wurden seine Bücher unter anderem als „Kunstwerk“ (Die Zeit über Han Gan und das Wunderpferd), „Geniestreich als Bilderbuch“ und „Meisterwerk“ (FAZ über An Großvaters Hand – Meine Kindheit in China) bezeichnet. 2013 erschien in Frankreich sein neues Buch Le petit pêcheur et le squelette, das im 2014 unter dem Titel Der kleine Fischer Tong in Deutschland erschien. Chen lebt in Paris.

## Leben und Werk

### Kindheit, Jugend und junge Jahre
Chen wurde in der chinesischen Hafenstadt Tianjin geboren und wuchs mit seinen beiden älteren Schwestern bei seinen Großeltern auf, da beide Eltern berufstätig waren. Die Zeit, in der er aufwuchs, war von der Kulturrevolution geprägt. Chen Jianghongs Familie war relativ arm, so dass er wenig Umgang mit Büchern oder Papier hatte. Er studierte zunächst von 1979 bis 1982 Malerei in Tianjin an der Decorative Art School und schloss sein Studium 1987 an der Zentralen Akademie der Schönen Kunste in Peking ab. Danach reiste er mit der Eisenbahn quer durch Asien und Europa bis nach Paris, wo er seit 1987 als freischaffender Maler im traditionellen chinesischen Stil lebt und arbeitet. 1988 studierte er an der Academy of Fine Arts in Paris.

### Karriere in Frankreich
Neben seiner Arbeit als Maler ist Chen Jianghong seit 1995 auch Autor und Illustrator verschiedener Bilderbücher. Sein Debüt als Illustrator gab er mit Un cheval blanc n’est pas un cheval – Cinq énigmes chinoises (1995), sein Debüt als Illustrator und gleichzeitig Autor mit La légende du cerf-volant (1997). Bis heute war Chen Jianghong an 33 Bilderbüchern beteiligt – an 11 Büchern als Autor und Illustrator und an 22 Büchern ausschließlich als Illustrator.
Die 11 Bücher, die Chen Jianghong schrieb und illustrierte, sind La légende du cerf-volant (1997), Je ne vais pas pleurer! – Bïn Bïn au marché chinois (1998), Dragon de feu – Le grand père de Dong-Dong lui raconte une histoire (2000), Zhong Kui – La terreur des forces du mal (2001; dt. Zhong Kui – Ein Besuch in der Pekingoper, 2001), Petit Aigle (2003; dt. Junger Adler, 2006), Le cheval magique de Han Gan (2004; dt. Han Gan und das Wunderpferd, 2004), Lian (2004; dt. Lian, 2007), Le Prince Tigre (2005; dt. Der Tigerprinz, 2005), Le démon de la forêt (2006), Mao et moi (2008; dt. An Großvaters Hand – Meine Kindheit in China, 2009) und Le petit pêcheur et le squelette (2013; dt. Der kleine Fischer Tong. 2014).
Die 22 Bücher, die Chen Jianghong nur illustrierte, nicht aber schrieb, sind Un cheval blanc n’est pas un cheval – Cinq énigmes chinoises (1995), La montagne aux trois questions (1998), Oriyou et le pêcheur et autres contes de la Caraïbe (1999), Contes du Liban – La femme-chatte (2000), Batbout et autres contes libanais (2001), Contes de la Nubie – Fana la discrète (2001), Contes du Caire – Ce que j’ai de plus précieux (2001), Le chant du moineau et autres contes égyptiens (2001), La mythologie chinoise (2002), Contes des Santals – La naissance de l’herbe sabbaï (2002), Archimède – Recette pour être un génie (2002), Hassan le brave – Et autres contes libanais (2002), Hatchiko, chien de Tokyo (2003), Contes de la mer Caspienne – Le secret de Silaïma-sans-nez (2003), La folle journée de Céleste (2003), Contes sànán du Burkina Faso – La fille caillou (2004), Contes japonais – L’homme au miroir (2004), Contes du Cambodge – Les deux frères et leur coq (2005), Contes des Mille et Une Nuits – Tome 1: Le bol de grenade (2005), Contes des Mille et Une Nuits – Tome 2: Le cheval d’ébène (2005), Je ferai des miracles (2006; dt. Ich werde Wunder vollbringen, 2007) und Le don (2008).
In Frankreich erscheinen die Bücher mit Chen Jianghongs Beteiligung unter dem Namen Chen Jiang Hong. Fast alle Bücher von Chen Jianghong sind in Frankreich beim Pariser Verlag l’école des loisirs erschienen. Neben dem Französischen erscheinen Chen Jianghongs Bücher in bislang zehn Sprachen (Baskisch, Chinesisch, Dänisch, Deutsch, Englisch, Italienisch, Katalanisch, Niederländisch, Schwedisch, Spanisch).

### Karriere in Deutschland
In deutschsprachiger Übersetzung sind bislang acht Bücher von Chen erschienen, bei denen er sowohl als Autor als auch als Illustrator auftrat: Zhong Kui – Ein Besuch in der Pekingoper (2001; frz. Zhong Kui – La terreur des forces du mal, 2001), Han Gan und das Wunderpferd (2004; frz. Le cheval magique de Han Gan, 2004), Der Tigerprinz (2005, frz. Le Prince Tigre, 2005), Junger Adler (2006; frz. Petit Aigle, 2003), Lian (2007; frz. Lian, 2004), An Großvaters Hand – Meine Kindheit in China (2009; frz. Mao et moi, 2008), Der kleine Fischer Tong (2014; frz. Le petit pêcheur et le squelette, 2013) und Ich werde Berge versetzen! (2015; frz. Sann, 2014). Die Bücher haben ihre verlegerische Heimat in Deutschland beim Frankfurter Moritz-Verlag gefunden. Fünf dieser Bücher wurden von Erika Klewer und Karl A. Klewer ins Deutsche übertragen, An Großvaters Hand – Meine Kindheit in China, Der kleine Fischer Tong und Ich werde Berge versetzen! von Tobias Scheffel. Zhong Kui – Ein Besuch in der Pekingoper und Junger Adler sind nur noch antiquarisch erhältlich. Neben den sechs Büchern beim Moritz-Verlag ist beim Berliner Bloomsbury Verlag 2007 noch Ich werde Wunder vollbringen (Text: Susie Morgenstern, Illustration: Chen Jianghong, Übersetzung: Monika Hahn-Prölss, frz. Je ferai des miracles, 2006) erschienen.
2012 war er Jurymitglied der Auszeichnung Das außergewöhnliche Buch des Kinder- und Jugendprogramms des Internationalen Literaturfestivals Berlin.

### Sonstiges
Für seine Verdienste um das Bilderbuch wird Chen im deutschsprachigen wie internationalen Feuilleton gepriesen und erhielt außerdem verschiedene Auszeichnungen, darunter 2004 den Prix Sorcières für Hatchiko, chien du Tokyo sowie 2005 den Deutschen Jugendliteraturpreis in der Kategorie Bilderbuch für Han Gan und das Wunderpferd. 2007 stellte das Bilderbuchmuseum der Stadt Troisdorf unter dem Titel Chen Jianghong: Illustrationen und Malerei verschiedene Werke von ihm vor, die außerdem auch noch an verschiedenen anderen Orten in Deutschland gezeigt wurden. Der Kurz-Dokumentarfilm Kulturrevolution für Kinder (2009) von Andreas Platthaus und Andreas Brand beleuchtet die Hintergründe der Entstehung von An Großvaters Hand – Meine Kindheit in China. Chen Jianghongs umfangreiches malerisches Werk wurde international in verschiedenen Ausstellungen präsentiert, unter anderem in London, New York, Paris, Dubai, Shenzhen, Abu Dhabi, Tokio, Shanghai, Straßburg und Genf, und befindet sich im Besitz verschiedener privater und öffentlicher Sammlungen in Europa, Asien und Amerika. Von November 2011 bis April 2016 Chen in Berlin-Charlottenburg das Atelier Lotus Rouge. Im Juni 2012 eröffnete er in dem Atelier die Ausstellung Rencontre – Sowa & Chen, die die Werke Chen Jianghongs und Michael Sowas einander gegenüberstellt.

## Presseschau

### Allgemeine Bedeutung
„Chen Jianghong gehört international zu den gefragtesten Bilderbuchkünstlern. [...] Ambivalenz macht Chens Bücher so besonders. Er nutzt die alten chinesischen Techniken und beherrscht zugleich Rhythmus und Bildschnitt des Comics.“

### Zhong Kui - La terreur des forces du mal(2001) /Zhong Kui - Ein Besuch in der Pekingoper(2001)
„Seine Schilderung des Besuches eines Knaben in der Pekingoper ist ihm selbst zur grossen Oper geraten, voller Dramatik und geheimnisvoller Mächte. Unter den Neupublikationen dieses Jahres ist das Buch eine absolute Ausnahmeerscheinung. Natürlich ist hier europäischer Einfluss zu spüren. Dazu nötigt allein schon die für dieses Erzählgenre notwendige Integration der Schrift ins Bild. Dennoch sind die nach traditioneller Technik mit Tusche aufs Reispapier geworfenen Illustrationen von einem Zauber durchdrungen, der nicht nur eine gänzlich ferne Welt heraufbeschwört, sondern auch eine, die sich nur in verschlüsselten Zeichen artikuliert. Hier sind es vor allem die Gesichter, die sprechen, in ihrer zu maskenhafter Rätselhaftigkeit verdichteten Farbigkeit. Ein Nachwort klärt darüber auf, dass die Farben hier hohe Symbolkraft besitzen. Die Guten werden rot, die Verräter weiss und die Schurken blau dargestellt. Mimik und Gestik der vor einem so gut wie kulissenlosen Hintergrund agierenden, reich gewandeten Helden sind jedoch von solcher Ausdruckskraft getragen, dass sie auch ohne derartige Erklärungen verstehbar erscheinen. Mühelos orchestriert Chen Jianghong seine Farbklänge vom leisesten Hauch bis zu erstickender Dichte.“

### Petit Aigle(2003) /Junger Adler(2006)
„Wie Chen diese geradlinige Geschichte in Bilder setzt, das ist das eigentlich Staunenswerte. Mehr als bislang setzt er die Farbe als Stimmungsmoment ein. So schafft er einen zauberhaften kleinen Jahreszeitenzyklus in vier Bildern - eines der gängigsten Motive der asiatischen Kunst. Und wenn er auf einer Doppelseite das Training des Jungen inszeniert, ohne auf irgendein uns vertrautes graphisches Mittel für Dynamik zurückzugreifen, einfach durch die Aneinanderreihung von Kampf- und Meditationsposen vor einer roten Mauer, dann findet dieses Training auf einem großen Bild seinen Höhepunkt, wenn Junge und Adler aus Untersicht vor dem tiefblauen Himmel gezeigt werden - als flögen sie beide. Zu diesem Bild des Jungen lesen wir den Satz: „Damit glaubte er, die Vollkommenheit erreicht zu haben.“ Und das glauben wir als Leser auch. Doch dann fährt Chen auf der Folgeseite fort: „Zehn Jahre später sagte Meister Yang zu ihm: ,Noch weißt du gar nichts.'“ Für chinesische Ohren ist eine solche Erzählweise nicht einmal ironisch, sondern einfach selbstverständlich: Perfektion braucht ihre Zeit. Für unsere Ohren aber ist es ein grandioser komischer Effekt. Chen weiß das - wie er um alle Schwierigkeiten bei der Konfrontation von fernöstlicher Ästhetik und westlicher Leserschaft weiß und daraus Funken schlägt. Kaum etwas vermag uns deshalb das alte China auf so einleuchtende Weise nahezubringen wie seine Bücher.“

### Le cheval magique de Han Gan(2004) /Han Gan und das Wunderpferd(2004)
„Chen Jianghongs Bilder erstrecken sich alle über eine Doppelseite, was im Querformat für eine beachtliche Längung sorgt und der Geschichte einen weiten Erzählraum eröffnet, den der Illustrator abwechslungsreich zu nutzen versteht. Er läßt etwa die Bildmitte von einem hohen Wandschirm, vor dem er seine Figuren plaziert, diagonal kreuzen; er verbindet Innen- und Außenräume, die sich aufgrund unterschiedlicher Lichtverhältnisse und einer kontrastreichen Farbgebung voneinander abheben und die Bilder strukturieren.“

„Dramaturgisch geschickt wechselt die kontrast- und spannungsreiche Gestaltung der Bildräume zwischen Ruhe und Dynamik; klare Farbflächen unterstreichen die Linearität der Bildfiguren. Nicht zuletzt aber ist es der Zauber einer fremden Bilderkultur, der dieses Buch zu einer ästhetischen Besonderheit macht.“

„Dieses Bilderbuch, das die Malkunst thematisiert, ist selbst ein Kunstwerk. Dabei ist weniger entscheidend, dass der in Paris lebende Chen Jianghong seine Originale auf Seide malt, obgleich diese Technik einen warm hellbraunen Grundton zeitigt, auf dem etwa das Weiß der Malerschürze eine prominente Wirkung hat. Wichtiger für das Gelingen des Bilderbuches ist es, dass der Illustrator die für die Spannung zwischen Leere und Detailliertheit, die in der buddhistisch geprägten Kunst so bedeutsam ist, von der Bildrolle in die Seitenfolge überträgt. Gekonnt setzt er Wände als Trennflächen und Textrahmen ein, unterteilt die Doppelseite und lässt sie doch eine weite Hauptbühne sein; ein Rhythmus, den die Typografie aufgreift und akzentuiert.“

### Lian(2004) /Lian(2007)
„Chen Jianghong sind in dieser anspruchsvollen Technik Landschaftsbilder geglückt, die von großer Transparenz und Poesie sind. [...] Die dramaturgische Umsetzung der Handlung in Bilder ist grandios: Große Tableaus breiten sich über eine Doppelseite hinweg aus, auf anderen Seiten gehen mehrere Bilder ineinander über, nur von handgezeichneten Tuschlinien getrennt, ähnlich Malereien auf chinesischen Stellschirmen. Dann wieder überschlägt sich die Handlung, und ein Bild reiht sich ohne Übergang an das nächste. Wenn es ganz rasant zugeht, werden aufeinanderfolgende Bewegungen in einem einzigen Tableau dargestellt, so wenn Lian aus der Lotusblüte purzelt und durch die Luft wirbelt. [...] Die Farbtöne sind den traditionellen Pigmenten chinesischer Malerei nachempfunden: Es dominieren Indigo, Gelb, Zinnoberrot und Malachitgrün. Allerdings wurden sie selten so satt und leuchtend aufgetragen wie hier.“

### Le Prince Tigre(2005) /Der Tigerprinz(2005)
„Chen Jianghong, der hierzulande bereits mit Han Gan und das Wunderpferd Aufmerksamkeit erregt hat, ist ein Meister der Tierdarstellung. Sein Tiger besitzt Geschmeidigkeit und Kraft, sein Anblick kann furchterregend sein, zugleich aber sanft und zärtlich wirken, ohne ihn je unnötig zu vermenschlichen oder gar zu verniedlichen. Der Balanceakt zwischen großer Emotionalität und einer gewissen Sentimentalität gelingt hier hervorragend. [...] Ein Bilderbuch, das nicht zurückschreckt vor großen, für unsere westliche Kultur vielleicht allzu großen Gefühlen, das mit einer solch bildnerischen Wucht erzählt, dass wir bereit sind, uns fasziniert auf die fremden Mythen einzulassen und über unser erlerntes Verhältnis von Mensch und Tier nachzudenken. Dass sich das scheinbar Bedrohliche in Liebe und Zuneigung verwandeln kann, dürfte auch für Kinder ein tröstlicher Gedanke sein.“

„Perspektivenwechsel zwischen Totale und Großaufnahme und abwechselnd aufgeteilte gestaffelte Bildseiten schaffen eine atemberaubende Dynamik.“

### Mao et moi(2008) /An Großvaters Hand - Meine Kindheit in China(2009)
„Ein Geniestreich als Bilderbuch: Chen Jianghong erzählt von der ganz großen chinesischen Politik aus der Sicht eines ganz kleinen Kindes. [...] An Großvaters Hand ist sein Meisterwerk – das persönlichste, das spannendste und das weiseste Buch in einer ganzen Kette von Werken, die alle auch mit Recht schon so genannt werden konnten.“

„In seinen perfekten Text-Bild-Kombinationen zeigt Chen Jianhong eine neue Facette seines zeichnerischen Könnens. Seine Bildschnitte sind meisterhafte Rhythmusstudien und passen sich den wechselnden Erzähltempi auf einsichtsvolle Weise an. Seine Darstellungen der Körper und Gesten der Menschen macht diese für den Leser lebendig. In seiner schlüssigen Verflechtung der privaten mit der öffentlichen Sphäre bringt das vielschichtige Bilderbuch seinen Lesern einen Ausschnitt der chinesischen Historie nahe und bleibt dabei stets auf dem Boden der kindlichen Realität.“

„Viel zu entdecken ist auf den wunderbaren Zeichnungen, großformatige Bilder wechseln rasch mit kleinen Detailzeichnungen. [...] Chen Jianghong erzählt in eindrucksvollen Bildern von der schweren Zeit in China, von der Verführbarkeit von Kindern, aber trotz allem Unrecht auch vom kleinen Glück. Mit Maos Tod und der Rückkehr des Vaters endet die Erzählung, die dem Leser viel Raum lässt, sich seine eigenen Gedanken zu machen.“

### Ich werde Berge versetzen!(2015)
Mit Ich werde Berge versetzen! (2015) habe Jianghong „ein faszinierendes Bilderbuch über die Kraft des Willens geschaffen“, welches „eine berührend schöne Geschichte“ erzähle, schrieb Ariane Beyer.

## Bibliografie
| Französischsprachige Erstausgabe | Deutschsprachige Erstausgabe | Anmerkungen |
| --- | --- | --- |
| 1995: Un cheval blanc n'est pas un cheval - Cinq énigmes chinoises, Lisa Bresner (Text), Chen Jianghong (Illustration), l´école des loisirs (Paris), ISBN 978-2-211-03252-0                                              | | nicht in deutscher Übersetzung erschienen |
| 1997: La légende du cerf-volant, Chen Jianghong (Text und Illustration), Boris Moissard (Text), l´école des loisirs (Paris), ISBN 978-2-211-04312-0                                                                      | | nicht in deutscher Übersetzung erschienen |
| 1998: Je ne vais pas pleurer! - Bïn Bïn au marché chinois, Chen Jianghong (Text und Illustration), l´école des loisirs (Paris), ISBN 978-2-211-04917-7                                                                   | | nicht in deutscher Übersetzung erschienen |
| 1998: La montagne aux trois questions, Béatrice Tanaka (Text), Chen Jianghong (Illustration), A. Michel jeunesse (Paris), ISBN 978-2-226-09095-9                                                                         | | nicht in deutscher Übersetzung erschienen |
| 1999: Oriyou et le pêcheur et autres contes de la Caraïbe, Praline Gay-Para (Auswahl und Übersetzung), Chen Jianghong (Illustration), l´école des loisirs (Paris), ISBN 978-2-211-05333-4                                | | nicht in deutscher Übersetzung erschienen |
| 2000: Dragon de feu - Le grand père de Dong-Dong lui raconte une histoire, Chen Jianghong (Text und Illustration), l´école des loisirs (Paris), ISBN 978-2-211-05445-4                                                   | | nicht in deutscher Übersetzung erschienen |
| 2000: Contes du Liban - La femme-chatte, Praline Gay-Para (Sammlung, Auswahl und Übersetzung der Geschichten aus dem Arabischen), Chen Jianghong (Illustration), l´école des loisirs (Paris), ISBN 978-2-211-05555-0     | | nicht in deutscher Übersetzung erschienen |
| 2001: Zhong Kui - La terreur des forces du mal, Chen Jianghong (Text und Illustration), l´école des loisirs (Paris), ISBN 978-2-211-06066-0                                                                              | 2001: Zhong Kui - Ein Besuch in der Pekingoper, Erika Klewer und Karl A. Klewer (Übersetzung aus dem Französischen), Moritz (Frankfurt am Main), ISBN 978-3-89565-122-9 | Deutsche Fassung nur noch antiquarisch erhältlich |
| 2001: Batbout et autres contes libanais, Praline Gay-Para (Sammlung, Auswahl und Übersetzung der Geschichten), Chen Jianghong (Illustration), l´école des loisirs (Paris), ISBN 978-2-211-05724-0                        | | nicht in deutscher Übersetzung erschienen |
| 2001: Contes de la Nubie - Fana la discrète, Sha'arawy (Text), Ayyam Sureau (Sammlung und Übersetzung), Chen Jianghong (Illustration), l´école des loisirs (Paris), ISBN 978-2-211-06369-2                               | | nicht in deutscher Übersetzung erschienen |
| 2001: Contes du Caire - Ce que j'ai de plus précieux, Ayyam Sureau (Auswahl, Übersetzung und Adaption der Geschichten), Chen Jianghong (Illustration), l´école des loisirs (Paris), ISBN 978-2-211-06080-6               | | nicht in deutscher Übersetzung erschienen |
| 2001: Le chant du moineau et autres contes égyptiens, Ayyam Sureau (Auswahl, Übersetzung und Adaption der Geschichten), Chen Jianghong (Illustration), l´école des loisirs (Paris), ISBN 978-2-211-06078-3               | | nicht in deutscher Übersetzung erschienen |
| 2002: La mythologie chinoise, Claude Helft (Text), Chen Jianghong (Illustration), Actes Sud junior (Arles), ISBN 978-2-7427-3651-5                                                                                       | | nicht in deutscher Übersetzung erschienen |
| 2002: Contes des Santals - La naissance de l'herbe sabbaï, P.-O. Bodding (Sammlung der Geschichten), Nathalie Daladier (Übersetzung), Chen Jianghong (Illustration), l´école des loisirs (Paris), ISBN 978-2-211-06618-1 | | nicht in deutscher Übersetzung erschienen |
| 2002: Archimède - Recette pour être un génie, Susie Morgenstern und Gil Rosner (Text), Chen Jianghong (Illustration), l´école des loisirs (Paris), ISBN 978-2-211-06552-8                                                | | nicht in deutscher Übersetzung erschienen |
| 2002: Hassan le brave - Et autres contes libanais, Praline Gay-Para (Sammlung, Auswahl und Übersetzung), Chen Jianghong (Illustration), l´école des loisirs (Paris), ISBN 978-2-211-06094-3                              | | nicht in deutscher Übersetzung erschienen |
| 2003: Petit Aigle, Chen Jianghong (Text und Illustration), l´école des loisirs (Paris), ISBN 978-2-211-07043-0 | 2006: Junger Adler, Erika Klewer und Karl A. Klewer (Übersetzung aus dem Französischen), Moritz (Frankfurt am Main), ISBN 978-3-89565-175-5                             | Deutsche Fassung nur noch antiquarisch erhältlich |
| 2003: Hatchiko, chien de Tokyo, Claude Helft (Text), Chen Jianghong (Illustration), Picquier Jeunesse (Arles), ISBN 978-2-220-05000-3                                                                                    | | nicht in deutscher Übersetzung erschienen |
| 2003: Contes de la mer Caspienne - Le secret de Silaïma-sans-nez, Anne-Marie Passaret (Auswahl und Übersetzung der Geschichten), Chen Jianghong (Illustration), l´école des loisirs (Paris), ISBN 978-2-211-01275-1      | | nicht in deutscher Übersetzung erschienen |
| 2003: La folle journée de Céleste, Catherine Fauroux (Text), Chen Jianghong (Illustration), l´école des loisirs (Paris), ISBN 978-2-211-06950-2                                                                          | | nicht in deutscher Übersetzung erschienen |
| 2004: Le cheval magique de Han Gan, Chen Jianghong (Text und Illustration), l´école des loisirs (Paris), ISBN 978-2-87900-803-5                                                                                          | 2004: Han Gan und das Wunderpferd, Erika Klewer und Karl A. Klewer (Übersetzung aus dem Französischen), Moritz (Frankfurt am Main), ISBN 978-3-89565-155-7              | |
| 2004: Lian, Chen Jianghong (Text und Illustration), l´école des loisirs (Paris), ISBN 978-2-211-07693-7 | 2007: Lian, Moritz (Frankfurt am Main), Erika Klewer und Karl A. Klewer (Übersetzung aus dem Französischen), ISBN 978-3-89565-184-7                                     | |
| 2004: Contes sànán du Burkina Faso - La fille caillou, Suzy Platiel (Auswahl, Übersetzung und Adaption der Geschichten), Chen Jianghong (Illustration), l´école des loisirs (Paris), ISBN 978-2-211-07391-2              | | nicht in deutscher Übersetzung erschienen |
| 2004: Contes japonais - L'homme au miroir, Masahiro Inoue und Monique Sabbah (Auswahl und Übersetzung der Geschichten), Chen Jianghong (Illustration), l´école des loisirs (Paris), ISBN 978-2-211-07152-9               | | nicht in deutscher Übersetzung erschienen |
| 2005: Le Prince Tigre, Chen Jianghong (Text und Illustration), l´école des loisirs (Paris), ISBN 978-2-211-07881-8 | 2005: Der Tigerprinz, Erika Klewer und Karl A. Klewer (Übersetzung aus dem Französischen), Moritz (Frankfurt am Main), ISBN 978-3-89565-168-7                           | |
| 2005: Contes du Cambodge - Les deux frères et leur coq, Solange Thierry (Übersetzung, Auswahl und Adaption der Geschichten), Chen Jianghong (Illustration), l´école des loisirs (Paris), ISBN 978-2-211-08113-9          | | nicht in deutscher Übersetzung erschienen |
| 2005: Contes des Mille et Une Nuits - Tome 1: Le bol de grenade, Ayyam Sureau (Text), Chen Jianghong (Illustration), l´école des loisirs (Paris), ISBN 978-2-211-07859-7                                                 | | nicht in deutscher Übersetzung erschienen |
| 2005: Contes des Mille et Une Nuits - Tome 2: Le cheval d'ébène, Ayyam Sureau (Text), Chen Jianghong (Illustration), l´école des loisirs (Paris), ISBN 978-2-211-07861-0                                                 | | nicht in deutscher Übersetzung erschienen |
| 2006: Le démon de la forêt, Chen Jianghong (Text und Illustration), l´école des loisirs (Paris), ISBN 978-2-211-08534-2                                                                                                  | | nicht in deutscher Übersetzung erschienen |
| 2006: Je ferai des miracles, Susie Morgenstern (Text), Chen Jianghong (Illustration), De La Martinière jeunesse (Paris), ISBN 978-2-7324-3471-1                                                                          | 2007: Ich werde Wunder vollbringen, Monika Hahn-Prölss (Übersetzung aus dem Französischen), Bloomsbury (Berlin), ISBN 978-3-8270-5262-9                                 | |
| 2008: Mao et moi, Chen Jianghong (Text und Illustration), l´école des loisirs (Paris), ISBN 978-2-211-09145-9 | 2009: An Großvaters Hand - Meine Kindheit in China, Tobias Scheffel (Übersetzung aus dem Französischen), Moritz (Frankfurt am Main), ISBN 978-3-89565-210-3             | |
| 2008: Le don, Susie Morgenstern (Text), Chen Jianghong (Illustration), Actes Sud junior (Arles), ISBN 978-2-7427-7966-6                                                                                                  | | Buch mit beiliegender Audio-CD, Musikalische Leitung: L. Denoyer de Segonzac; Musik von Musique de L. Denoyer de Segonzac, Johann Sebastian Bach und Niccolò Paganini nicht in deutscher Übersetzung erschienen |
| 2013: Le petit pêcheur et le squelette, Chen Jianghong (Text und Illustration), l´école des loisirs (Paris), ISBN 978-2-211-21540-4                                                                                      | 2014: Der kleine Fischer Tong, Tobias Scheffel (Übersetzung aus dem Französischen), Moritz (Frankfurt am Main), ISBN 978-3-89565-284-4                                  | Im September 2013 unter dem Titel Der kleine Fischer und der Knochenmann im Kinder- und Jugendprogramm des 13. Internationalen Literaturfestivals Berlin vorgestellt                                            |
| 2014: Sann, Chen Jianghong (Text und Illustration), l´école des loisirs (Paris), 2014 | 2015: Ich werde Berge versetzen!, Tobias Scheffel (Übersetzung aus dem Französischen), Moritz (Frankfurt am Main), ISBN 978-3-89565-305-6                               | |

## Nominierungen und Auszeichnungen
- 2004: Prix Sorcières für Hatchiko, chien du Tokyo
- 2005: Deutscher Jugendliteraturpreis in der Kategorie Bilderbuch für Han Gan und das Wunderpferd
- 2005: Luchs des Monats im September für Der Tigerprinz
- 2005: Die besten 7 Bücher für junge Leser im Oktober für Der Tigerprinz
- 2005: Eule des Monats der Zeitschrift Bulletin Jugend und Literatur im Oktober
- 2006: Rattenfänger-Literaturpreis für Der Tigerprinz
- 2009: Luchs des Monats im September für An Großvaters Hand - Meine Kindheit in China
- 2010: Nominierung für den Deutschen Jugendliteraturpreis in der Kategorie Bilderbuch für An Großvaters Hand - Meine Kindheit in China

## Ausstellungen
- 2002: Galerie Katze 5 in Berlin, Februar bis August
- 2007: Ausstellung im Bilderbuchmuseum der Stadt Troisdorf: Chen Jianghong: Illustrationen und Malerei (Wanderausstellung, war auch an anderen Orten in Deutschland zu sehen, u. a. bei LesArt in Berlin)
- 2012: Atelier Lotus Rouge in Berlin, Ausstellung Rencontre - Sowa & Chen mit Werken von Chen Jianghong und Michael Sowa

## Theaterstücke
- 2011: Der Tigerprinz, inszeniert von Rob Vriens im Theaterhaus Frankfurt, Frankfurt am Main

## Festivalteilnahmen
- 2005: Kinder- und Jugendprogramm des 5. internationalen literaturfestivals berlin
- 2012: Kinder- und Jugendprogramm des 12. internationalen literaturfestivals berlin im September
- 2013: Kinder- und Jugendprogramm des 13. internationalen literaturfestivals berlin im September

## Sekundärliteratur
- Maria Linsmann (Hrsg.): Chen Jianghong: Illustrationen und Malerei. Museum Burg Wissen, Troisdorf 2007. ISBN 978-3-9809301-5-4.